# Regiunea Ivano-Frankivsk
Ivano-Frankivsk (în ucraineană Івано-Франківська область, transliterat: Ivano-Frankivska oblast) este o regiune din Ucraina. Capitala sa este orașul omonim. Cuprinde în partea sa sudică fosta Pocuție.

## Demografie
Componența lingvistică a regiunii Ivano-Frankivsk
     Ucraineană (97,81%)
     Rusă (1,78%)
     Alte limbi (0,1%)
Conform recensământului din 2001, majoritatea populației regiunii Ivano-Frankivsk era vorbitoare de ucraineană (97,81%), existând în minoritate și vorbitori de rusă (1,78%).